# Kung Lear
För andra betydelser, se Kung Lear (olika betydelser).

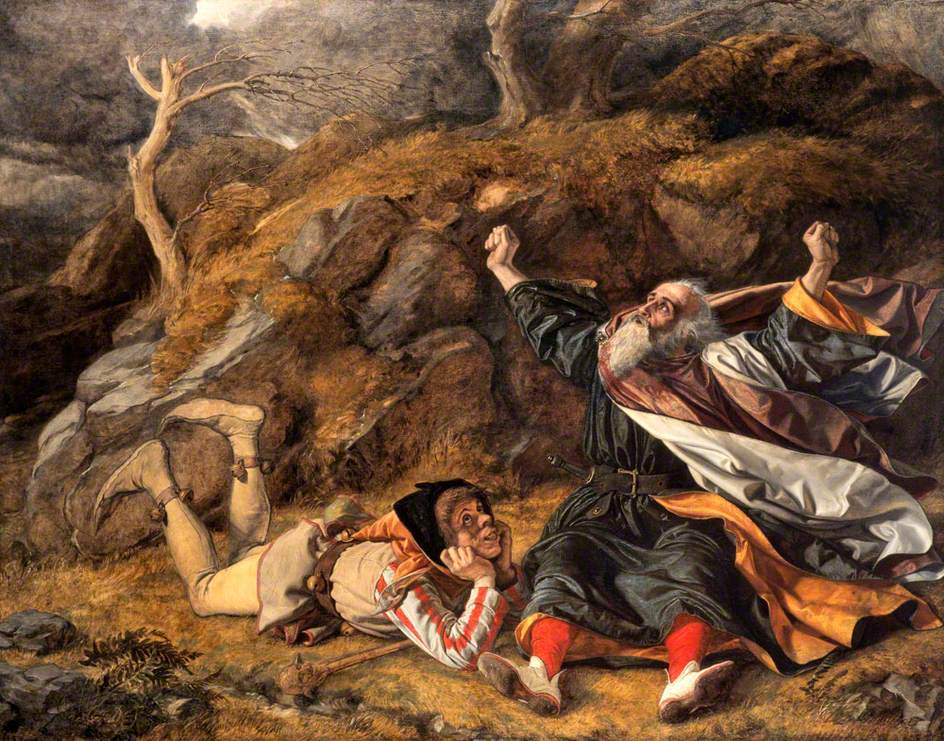
King Lear and the Fool in the Storm av William Dyce (1806–1864).

Kung Lear (originaltitel: King Lear) är en tragedi av William Shakespeare. Tillsammans med Hamlet, Macbeth och Othello brukar den räknas till Shakespeares mogna tragedier.

## Tillkomsthistoria

### Datering
Vissa av de verk som påverkat Kung Lear, däribland Harsnett och Florio (se nedan under Pjäsens källor), publicerades 1603. Möjlig påverkan från George Chapmans, Ben Jonsons och John Marstons pjäs Eastward Ho och Thomas Middletons pjäs The Yorkshire Tragedy, både tryckta 1605, skulle göra att pjäsen inte skulle kunna vara skriven tidigare än juli 1605. I pjäsen förekommer en månförmörkelse och en solförmörkelse, sådana inträffade september respektive oktober 1605. Man vet att pjäsen framfördes vid hovet under julen 1606.
1603 avled en Sir Brian Annesley. Två av hans döttrar försökte få testamentet ogiltigförklarat med hänvisning till att fadern skulle ha varit sinnesförvirrad. Detta hindrades av en tredje dotter som tog hjälp av en rådgivare hos drottningen. Hennes namn var Cordell, likt den trofasta dottern Cordelia i pjäsen. I andra aktens fjärde scen säger narren: "Winter's not gone yet, if the wild geese fly that way" ("Flyger vildgässen åt det hållet får vi en sträng vinter", i Britt G. Hallqvists översättning), vilket kan syfta på att en av Cordells misslynta systrar hette Lady Wildgoose.
Detta sammantaget gör att man tror att pjäsen tillkom sent på året 1605 och åtminstone inte senare än hösten 1606.

### Pjäsens källor
Learsagan har sitt ursprung i Geoffrey av Monmouths krönika från 1100-talet. Det finns flera paralleller mellan Shakespeare och Monmouth, däribland Franklands replik "My love should kindle to inflam'd respect" ("(Deras iskalla förakt) tänder min kärlek med en sällsam makt", hos Hallqvist). Sagan återberättades av Raphael Holinshed i Chronicles of England, Scottland, and Ireland och i Edmund Spensers poem The Faerie Queene publicerad 1590 och 1596, där Cordelia liksom i Shakespeares pjäs hänger sig. Hos Holinshed får Lear tillbaka sin tron och dottern Cordelia lever i högönsklig välmåga. Men Gonerils första replik "I love you more than words can wield the matter" ("jag älskar er långt mer än ord kan tolka", hos Hallqvist) är en återspegling av Holinshed. Learsagan förekommer även i poemsamlingen The Mirror for Magistrates som Shakespeare använt som källa tidigare. Cordelias replik i fängelset i fjärde aktens sjunde scen är en återspegling därifrån; "and wast thou fain, poor father, / To hovel thee with swine and rogues forlorn, / In short and musty straw?" ("Du, stackars far, var tvungen/ att söka skydd bland svin och luffare/ på gammal möglig halm?").
Shakespeare lånade en del av intrigen från den anonyma The True Chronicle History of King Leir and his Three Daughters som registrerades hos boktryckarskrået (Stationer's Company) 1594 och trycktes 1605. Det finns även viss verbal återklang med gemensamma formuleringar i repliker, närmare bestämt fyrtio paralleller. Detta gör att man tror att Shakespeare kan ha spelat i pjäsen, förmodligen före 1594. Men betydande inslag hos Shakespeare finns inte i den äldre pjäsen: Lears vansinne, narren, Cordelias död. Pjäsen tycks ha publicerats som en följd av Kung Lears popularitet. Shakespeare är först med att ge Learberättelsen ett tragiskt slut.
Narren som följer Lear citerar Franciscus Junius kommentarer till Uppenbarelseboken i Nya Testamentet som publicerades 1599. De apokalyptiska naturfenomen som florerar i pjäsen, såsom åska, jordbävning och solförmörkelse med mera, anspelar också de på Uppenbarelseboken.
Sidointrigen med Gloucester och hans söner är en bearbetning av historien om the Paphlagonian King och hans två söner i Philip Sidneys Arcadia som återpublicerades senast 1593.
Över ett hundra ord i King Lear som inte tidigare förekommer i Shakespeares pjäser är gemensamma med John Florios översättning av Michel de Montaignes essäer. Tankar därifrån om människans litenhet och utsatthet i tillvaron återfinns i Kung Lear. En inspirationskälla har varit Seneca den yngres hämndtragedier, och då särskilt Thebais där det finns en parallell mellan Gloucesters självmordsförsök och Oidipus. Lears vilja att hoppa från Dovers vita klippor kan vara inspirerad av John Marstons The Malcontent från 1605 eller en episod hos Holinshed som föregår berättelsen om Lear. Namnen på de smådjävlar som Edgar i egenskap av dåren stackars Tom säger sig vara ansatt av är hämtade från Samuel Harsnetts antipapistiska skrift Declaration of Egregious Popishe Impostures som trycktes 1603. Därifrån tycks även stormen vara hämtad.

### Tryckningar och text
Den första kvarton publicerades 1608 med titeln True Chronicle Historie of the life and death of King Lear and his three Daughters. With the unfortunate life of Edgar, sonne and heire to the Earle of Gloster and his sullen and assumed humor of Tom of Bedlam Kvarton trycktes av Nicholas Okes och publicerades av Nathaniel Butter. Man tror att förlagan var Shakespeares eget handskrivna original.
1619 ingick pjäsen i William Jaggards så kallade False Folio som trycktes av Thomas Pavier. Denna version är grundad på kvarton, men med vissa förändringar. Därpå trycktes pjäsen i the First Folio 1623 som sammanställdes av Shakespeares skådespelarkollegor John Heminges och Henry Condell och publicerades av Edward Blount och Isaac Jaggard. Folioupplagan saknar omkring 300 rader som finns i kvarton och har omkring 100 rader tillagda. Stilistiska särdrag antyder att bearbetningen gjorts omkring 1610.
Kung Lear tillskrivs vanor som också utövades av kung Jakob (passionen för jakter, utdelandet av titlar) samtidigt som narren tillåts kalla Lear för en narr. Detta till trots finns det annat i folioupplagan som underkastats censur.

## Handling

### Rollfigurer
| - Lear, kung av England - Goneril, hustru till hertigen av Albany; Lears själviska och hämndlystna dotter - Regan, hustru till hertigen av Cornwall, dotter till Lear - Cordelia, Lears yngsta dotter - Hertigen av Burgund, friare till Cordelia - Kungen av Frankrike - Hertigen av Cornwall, Regans make - Hertigen av Albany, Gonerils make | - Greven av Kent - Greven av Gloucester, far till Edgar och Edmund - Edgar, son till Gloucester - Edmund, oäkta son till Gloucester - Oswald - Gammal man, uppassare till Gloucester - Narr |

### Resumé
Englands kung, Lear, vill dra sig tillbaka och beslutar sig för att dela upp riket mellan sina tre döttrar. Men först måste de övertyga fadern om sin kärlek till honom. Han har beslutat att den som kan bevisa att hon älskar honom mest ska bli rikast belönad. De äldre döttrarna, Goneril och Regan, gör allt för att överträffa varandra när de bedyrar sin kärlek till fadern. Hans yngsta dotter Cordelia vägrar emellertid att spela med i detta spel och säger till sin far att hon älskar honom som en dotter ska – "varken mer eller mindre". Lear blir ursinnig när han hör detta och förskjuter henne.
Hertigen av Kent protesterar mot behandlingen av Cordelia och blir landsförvisad. Kungen av Frankrike gifter sig med Cordelia trots att hon har blivit lottlös. När Lear delat sitt kungarike mellan döttrarna, deklarerar han att han behåller ett garde på etthundra knektar för egen del samt att han omväxlande kommer att bo hos Goneril och Regan. Dessa talar avsides med varandra och erkänner att de bara smickrat fadern. De kallar Lear för en gammal narr.
Hertigen av Gloucester har två söner, den äkta Edgar och den oäkta Edmund. Edmund är bitter över sin status och ger fadern ett falskt brev där det påstås att Edgar planerar att avsätta honom. Kent återvänder från exilen förklädd till Caius. Lear anställer honom som tjänare. Goneril beslutar att reducera Lears vaktstyrka. Han blir arg och beger sig till Regan. Narren narrar honom för hans olycka.
Edmund lurar Edgar att fäktas med honom så att det skall se ut som ett överfall. Gloucester förskjuter Edgar och förklarar honom fredlös. Caius (Kent) har ett gräl med Oswald, Gonerils förvaltare. För detta sätts han i stocken. Regan och Goneril anländer. De tar ifrån fadern hans vaktstyrka. Rasande över sina otacksamma döttrar rusar Lear ut i stormen. Till sällskap har han bara narren och Caius som sluppit ur stocken. Gloucester protesterar mot döttrarnas behandling av Lear.
På heden stöter Lear med sitt lilla följe ihop med den fredlöse Edgar som klätt ut sig till Tom och spelar sinnessjuk. Edmund anger Gloucester för Regan och hennes make hertigen av Cornwall och säger att han är i maskopi med den franske kungen som planerar ett anfall mot England. Gloucester arresteras och de sticker ut ögonen på honom. En tjänare blir rasande och sticker ner Cornwall. Regan avslöjar för Gloucester att Edmund har angivit honom; sedan skickar hon ut honom på heden. Där stöter han ihop med den sinnessjuke Tom (Edgar) som börjar beledsaga honom. Gloucester ber Tom föra honom till Dovers klippor så att han kan hoppa och begå självmord.
Samvetet har börjat gnaga i hertigen av Albany, Gonerils make. Hon tycker att han blivit feg och upptäcker att hon är mer attraherad av Edmund. Regans och Albanys trupper går mot de franska trupperna som landstigit i England, anförda av Cordelia. Regan genomskådar Goneril och ber Gonerils rådgivare Oswald att meddela henne att hon, Regan, är ett mycket bättre parti för Edmund. Tom (Edgar) säger till Gloucester att han mirakulöst överlevt ett hopp från klipporna. Lear dyker upp hos de franska styrkorna; han har förlorat förståndet.
Oswald försöker att döda Gloucester men blir själv dödad av Tom (Edgar). I Oswalds fickor finner han ett brev från Goneril till Edmund där hon ber honom mörda hennes make Albany samt ta henne till maka. Tom ger brevet till Albany. Regans och Albanys trupper slår fransmännen. Lear och Cordelia tillfångatas och sätts i fängelse med ett brev om att de skall dödas.
Goneril förgiftar Regan. Albany konfronterar Goneril med brevet. Hon flyr rasande. Edgar kommer i en ny förklädnad. Han utmanar Edmund på duell och dödar denne. Edgar demaskerar sig och berättar att fadern, Gloucester, dött av glädje när han blev varse Edgars rätta identitet. Goneril tar livet av sig. Lear, som återfått förståndet, kommer bärande på Cordelias döda kropp. Själv har han överlevt genom att övermanna mördaren. Överväldigad av allt som hänt dör han dock. Därmed är Albany, Kent och Edgar de enda överlevande. Det är Edgar som utnämns till ny kung.

### Kända citat
"Vi föds gråtande över att hamna
i denna jämmerdal bland dårar."

## Översättningar till svenska
Kung Lear finns i tolv svenska översättningar; åtta som givits ut i bokform och fyra som bara spelats på teatern. Den första översättningen Konung Lear gavs ut 1818 och var utförd av Sven Lundblad. 1847 spelades Georg Scheutz översättning på Mindre Teatern i Stockholm. 1851 kom Carl August Hagbergs översättning Konung Lear som ingick i Shakespeare's dramatiska arbeten. Bd 11. Per Hallströms översättning gavs 1928 ut i Shakespeares dramatiska arbeten. Sorgespel, Bd 3. 1961 gavs Björn Collinders översättning ut och året därpå Åke Ohlmarks som ingick i samlingsverket Tragedier. 1973 gjorde Lars Huldén en översättning för Kalle Holmbergs uppsättning på Stockholms stadsteater. Britt G. Hallqvists översättning följde 1984. 1988 spelades Allan Bergstrands översättning av Helsingborgs stadsteater. Jan Marks översättning gjordes för Peter Oskarsons uppsättning på Orionteatern i Stockholm 1994. Anders Lerners översättning samma år gjordes för Magnus Bergquists uppsättning på Riksteatern. Jan Ristarps översättning gavs ut 2010. I Dramatens uppsättning 2024, är texten översatt av Magnus Lindman.

## Uppsättningar
Kung Lear framfördes inför kungaparet på Palace of Whitehall 26 december 1606. Man tror att huvudrollen är skriven för Richard Burbage, den störste tragiske stjärnan i the King's Men.
Efter att teatrarna i England återöppnats 1660 började en bearbetning av Nahum Tate spelas. Bland mycket annat hade han tillfört en kärlekshistoria mellan Edgar och Cordelia och lät pjäsen avslutas lyckligt med deras giftermål. På 1700-talet närmade sig David Garrick Shakespeares original, vilket i ännu högre grad gällde John Philip Kembles iscensättning under första halvan av 1800-talet. Mellan 1811 och 1820 spelades pjäsen inte alls i England, den ansågs för känslig då kungen Georg III drabbats av sinnessjukdom. Edmund Kean försökte spela Shakespeares originaltext med tragiskt slut, men blev tvungen att ge upp efter bara tre föreställningar och istället återanvända Nahum Tates adaption. Därefter spelades Shakespeares originaltext först 1838 av William Macready på Covent Garden Theatre i London. 1882 spelades pjäsen i Italien med Tommaso Salvini i huvudrollen. Under 1800-talet spelades pjäsen melodramatiskt med stort utspel. Ett stort nummer gjordes av stormen som Lear kämpar emot. 1892 spelade Henry Irving Lear med framgång i denna tradition. 1893 spelade William Poel Kung Lear på en scen som försökte efterlikna den elisabetanska scenen.
Theodore Komisarjevsky satte framgångsrikt upp pjäsen i Stratford-upon-Avon 1936. En annan framgångsrik uppsättning uppfördes på Old Vic i London 1940 med John Gielgud som Lear. 1950 spelade Peggy Ashcroft Cordelia med rustning och svärd på Royal Shakespeare Theatre i Stratford. 1962 regisserade Peter Brook pjäsen med Paul Scofield som Lear med Royal Shakespeare Company i Stratford. Scenografin bestod av en stor, tom vit scen. 1987 satte David Hare upp Kung Lear starkt influerad av Ingmar Bergmans Dramatenuppsättning på Royal National Theatre med Anthony Hopkins i huvudrollen. 1989 översatte David McRuvie och Iyyamkode Sreedharan pjäsen till malayalam och spelade den på kathakali-vis. Framgångsrika Lear har spelats av Brian Cox på National Theatre 1990, Robert Stephens i Stratford 1993 och Ian Holm på National Theatre 1997.

### Uppsättningar i Sverige
1784 skrev teaterchefen Christoffer Bogislaus Zibet om en föreställning av Kung Lear från Paris till Gustav III att "Jag var chockerad för att icke säga skandaliserad af denna bisarra blandning af det löjliga med det patetiska, af tragedi, idyll och dårhus, af osannolika karaktärer och händelser". Kung Lear hade svensk premiär 22 mars 1847 på Mindre teatern i Stockholm i Georg Scheutz översättning. Hela uppsättningen blev en succé och spelades nio gånger i följd trots att premiärkvällen var glest besökt. Lear spelades av Ulrik Torsslow som enligt kritiken spelade med "stor natursanning", tolkningen karakteriserades som "ypperlig" och "mästerlig". Även Edvard Swartz som Edgar fick mycket beröm, särskilt för scenerna där denne uppträder som galningen Tom. Trots framgången dröjde det sedan till 1906 innan pjäsen spelades på nytt i Sverige. Däremot spelade det svenska sällskap som leddes av Wilhelm Åhman och Charlotte Pousette Kung Lear i Helsingfors vintern 1866-1867, men de tycks inte ha tagit med sig uppsättningen till den följande sommarsäsongen i Göteborg. I maj 1885 gästspelade den italienske skådespelaren Ernesto Rossi med Kung Lear i Stockholm. Under 1800-talet betraktades Kung Lear som ett litterärt läsdrama i Sverige.

#### Uppsättningar i Sverige sedan år 1900
- 1906 Kungliga Dramatiska Teatern, regi August Lindberg, med August Lindberg & Gerda Lundequist
- 1921 Lorensbergsteatern, Göteborg, regi Per Lindberg, med Lars Hanson
- 1929 Dramaten, regi Per Lindberg, med Lars Hanson, Maria Schildknecht & Kolbjörn Knudsen
- 1938 Konung Lear, Radioteatern, regi Pauline Brunius, med Anders de Wahl
- 1952 King Lear, gästspel av Old Vic, London på Malmö stadsteater
- 1970 Göteborgs stadsteater, regi Yngve Nordwall
- 1971 Uppsala-Gävle Stadsteater, översättning Allan Bergstrand, regi Anita Blom, med Palle Granditsky & Anders Nyström
- 1973 Stockholms stadsteater, översättning Lars Huldén, regi Kalle Holmberg
- 1984 Dramaten, översättning Britt G. Hallqvist, regi Ingmar Bergman, med Jarl Kulle, Lena Olin, Jan-Olof Strandberg, Börje Ahlstedt, Peter Stormare, Hans Strååt, Peter Andersson & Olof Lundström
- 1986 Malmö stadsteater, regi Claes Lundberg, med Cecilia Ljung
- 1988 Helsingborgs stadsteater, översättning Allan Bergstrand, regi Anita Blom, med Jan-Olof Strandberg & Rune Turesson
- 1991 Teater Blok, Stockholm
- 1991 Borås stadsteater, översättning Britt G. Hallqvist, regi Peter Wahlqvist
- 1994 Orionteatern, Stockholm, översättning Jan Mark, regi Peter Oskarson, med Keve Hjelm
- 1994 Riksteatern, översättning Anders Lerner, regi Magnus Bergquist
- 1995 Göteborgs stadsteater, översättning Britt G. Hallqvist, regi Jan Bergman, med Iwar Wiklander & Göran Ragnerstam
- 1997 Kung Lear, Sveriges Television, regi Peter Oskarson & Bengt Wennehorst-Norrman, med Keve Hjelm
- 2001 Romateatern, Gotland, översättning Britt G. Hallqvist, regi Thomas Segerström, med Sven Wollter & Sten Ljunggren
- 2003 Dramaten, regi Stefan Larsson, med Börje Ahlstedt, Björn Granath, Simon Norrthon, Jonas Malmsjö
- 2006 Min pappa kung Lear, Teater Tamauer, Göteborg
- 2007 Shakespeare på Gräsgården, Vadstena, översättning Britt G. Hallqvist, regi Andreas Lindal & Pontus Plænge
- 2011 123 schtunk, regi ensemblen, med Lasse Beischer
- 2013 Stockholms stadsteater, översättning Britt G. Hallqvist, regi Ole Anders Tandberg, med Sven Wollter, Sten Ljunggren & Helena af Sandeberg
- 2018 Göteborgs stadsteater, översättning Britt G. Hallqvist, regi Pontus Stenshäll, med Michalis Koutsogiannakis & Lasse Beischer.
- 2022 Örebro teater, översättning Britt G Hallqvist, regi Anna Pettersson[28]
- 2024 Dramaten, översättning Magnus Lindman, regi Falk Richter,med Peter Andersson & Erik Ehn
- 2025 Västmanlands teater, översättning Britt G Hallqvist, regi Alexander Öberg, med Jakob Eklund

## Filmatiseringar (urval)
Kung Lear har filmats många gånger.
- 1953 regi Orson Welles, med Orson Welles (TV)
- 1969 regi Grigorij Kozintsev, musik Dmitrij Sjostakovitj
- 1971 regi Peter Brook, med Paul Scofield
- 1983 Kung Lear (King Lear), regi Michael Elliott, med Laurence Olivier & John Hurt
- 1986 Ran, regi Akira Kurosawa
- 2002 King of Texas, regi Uli Edel, med Patrick Stewart
- 2008 regi Trevor Nunn, med Ian McKellen
- 2018 regi Richard Eyre, med Anthony Hopkins